# Éditions de l'université de Lorraine
Pour les articles homonymes, voir PUN.
Les Éditions de l'université de Lorraine (en abrégé, Édul) sont une maison d'édition qui assure, depuis le 1er janvier 2022, l’édition et la diffusion des travaux scientifiques.
Elles ont pris la succession des anciennes « Presses universitaires de Nancy - Éditions universitaires de Lorraine » (en abrégé, PUN - Édulor), créées en même temps que l’université de Lorraine, le 1er janvier 2012, qui étaient elles-mêmes les héritières des « Presses universitaires de Nancy » (en abrégé, PUN), créées en 1982 au sein de l'université Nancy-II.
Sous la responsabilité du président de l’Université de Lorraine, les Éditions de l'Université de Lorraine contribuent à la mission de diffusion de la culture et de l’information scientifique et technique.
Leur mission principale est ainsi de diffuser et de faire connaître les travaux universitaires, et de contribuer ainsi à leur valorisation et à leur vulgarisation. Dans le cadre de cette mission, les Éditions de l'Université de Lorraine publient principalement des ouvrages et des revues scientifiques dans le cadre de collections et séries animées par des directeurs de collection/série. Elles assurent également la diffusion et la distribution de leur fonds d’ouvrages.
Depuis 1993, les locaux de la maison d'édition sont installés sur le site du campus « lettres et sciences humaines » de Nancy.

## Historique

### 1976-1996 : les «anciennes» Presses universitaires de Nancy
Les Presses universitaires de Nancy sont créées en 1976, sous la forme d'un service non officiel qui publie des ouvrages du type mémoires, thèses et travaux de recherche.
En 1982, le service prend l’appellation de PUN (« Presses universitaires de Nancy »). Son activité vise à réaliser des publications scientifiques et régionales, mais également l’édition et la diffusion de revues, dont Verbum à partir de 1978.
En 1993, les PUN s'installent sur le campus « lettres et sciences humaines » de ce qui est alors l’université Nancy-II. Leur fonction principale est avant tout de coordonner le fonctionnement du système d'édition et de valoriser et de diffuser la connaissance scientifique.
Les sources de financement sont aussi bien des sources privées que des financements émanant des composantes de l’université Nancy-II et des équipes de recherche de l'établissement. Les PUN éditent également des ouvrages d’auteurs appartenant à des organismes extérieurs comme le CNRS, l'INRA et à d’autres universités.
À la fin de l’année 1994, l’université Nancy-II met un terme à l’activité des PUN, compte tenu des difficultés de diffusion, liées à leur diversification excessive. L'université souhaite alors relancer l’activité éditoriale à partir de PUN rénovées. Les bases sur lesquelles se mettent en place en place ces nouvelles PUN sont définies dans un projet adopté par une réunion du conseil d’administration le 18 septembre 1996. Les PUN pratiquent, à partir de cette date, une politique de préfinancement des ouvrages.

### 1996-2006 : les « nouvelles» Presses universitaires de Nancy
Le 1er octobre 1996, le conseil d'administration de l'université Nancy-II décide que le service d’édition doit devenir son propre diffuseur, à la suite d'une restructuration visant à recentrer son activité éditoriale dans un domaine strictement scientifique. Cette décision accompagne la liquidation des « anciennes PUN » et la création des « nouvelles PUN ». En septembre 1997, soit environ un an après, le premier ouvrage édité par les « nouvelles PUN » voit le jour. Le nouveau service, doté de moyens permettant d’assurer la relance d’une activité éditoriale scientifique, voit son activité doubler l’année suivante, pour atteindre douze ouvrages par an.
Début 2000, les objectifs sont principalement de constituer un fonds de développement afin d’aider au financement des frais de production d’ouvrages présentés par des auteurs « individuels » et d'inscrire les « nouvelles PUN » dans un processus  « d'autonomisation » progressif.
En 2001, le stock commercialisable provenant des « anciennes PUN » est séparé de celui qui est considéré comme non susceptible d'être vendu. Ce stock non commercialisable, très important, est cédé à une association de développement de la lecture en Afrique, dans une opération coordonnée par le conseil scientifique de l'université, qui refuse de pratiquer une « politique du pilon ».
En 2002, les PUN créent une nouvelle revue appelée Questions de communication, sous la responsabilité scientifique du Centre de recherche sur les médias (de l'université Paul-Verlaine de Metz). Cependant, les années suivantes, les « nouvelles PUN », confrontées à des difficultés de financement des projets d’ouvrages, connaissent une baisse de leur activité éditoriale et une réduction du nombre des titres annuels publiés.

### 2006-2009 : relance de l'activité
En juin 2006, le service est placé en administration provisoire par le président de l'université Nancy-II qui commande une étude sur l’avenir du service. Ce rapport d'activité sur l’édition universitaire permet d'envisager l'intégration des Presses universitaires de Nancy dans des « Presses universitaires du Grand Est ».
À la suite de cette proposition, Ferri Briquet, ancien vice-président de l’université Nancy-II, responsable du conseil scientifique, est nommé chargé de mission de l'université, en octobre 2006, pour porter ce projet. Mais ce nouveau projet ne peut se réaliser faute d'accord politique entre les établissements universitaires de la région dite « Grand Est » (la région administrative Grand Est n'est en fait créée que le 1er janvier 2016). Néanmoins, la mission se poursuit avec la volonté de relancer l'activité du service malgré 500 000 ouvrages invendus et les difficultés financières qui accompagnent cet état de fait.
En pratiquant une politique de diffusion permettant d’assurer la vente d’ouvrages du fonds des « anciennes PUN », le redressement éditorial s’étale sur trois années, comme le retour à l’équilibre financier. Bien que pratiquant un autofinancement de l’activité, le service renoue avec une activité d’édition de qualité. En 2006, cinq ouvrages sont édités en fin d’année. La politique de redressement engagée permet l’édition de quinze titres en 2007 et de cinq numéros de revues. En 2008, le service édite vingt-cinq ouvrages et six numéros de revues. À partir de l’année suivante, le service édite en moyenne quarante ouvrages chaque année, plus les revues.
À partir de janvier 2008, les PUN passent une convention avec le CID (Centre interinstitutionnel pour la diffusion de publications en sciences humaines) en vue de la diffusion et la distribution du fonds des PUN. Le CID dépend de la maison des sciences de l'homme de Paris et permet aux PUN de diffuser les cinq cents titres de leur fonds auprès des libraires.
En 2009, les Presses universitaires de Nancy sont dotées du statut de service commun à l'université de Nancy-II, avec un conseil de gestion et un directeur.
Grâce aux services du CID, les PUN étendent leur diffusion en librairie à l’étranger (au Canada, en Afrique du Nord et au Moyen-Orient francophone) et pratiquent une diffusion des ouvrages par le biais d'un site internet accessible à tous, « le Comptoir des presses d'universités » (« LCDPU »).
Début 2011, les PUN lancent une collection d'essais nommée « Collection d’essais – Pour ainsi dire » qui couvre tous les champs de la connaissance et a pour objectif de renouer avec la pratique de l’essai comme outil de débat.

### 2012: les Presses universitaires de Nancy - Éditions universitaires de Lorraine
En janvier 2012, les Presses universitaires de Nancy changent de dénomination et deviennent les « Presses universitaires de Nancy - Éditions universitaires de Lorraine » (en abrégé, PUN - Édulor) à la suite de la création de l’université de Lorraine, nouvel établissement issu de la fusion des quatre établissements universitaires lorrains (Nancy-I, Nancy-II, Metz et INP Lorraine).

### 2022: les Éditions de l'Université de Lorraine
Le 1er janvier 2022, les PUN - Édulor changent de nom et deviennent les « Éditions de l'Université de Lorraine » (en abrégé, Édul).
Elles participent à divers salons littéraires et scientifiques dont Le Livre sur la place, salon de la rentrée littéraire prenant place à Nancy au mois de septembre, et le salon du livre du Festival international de géographie.
La qualité scientifique des ouvrages de recherche est désormais garantie par un comité éditorial constitué de représentants de la plupart des pôles scientifiques de l’Université de Lorraine. Les collections et séries sont par ailleurs placées sous la responsabilité scientifique d’un ou plusieurs directeurs.
Elles sont diffusées par l'AFPUD (Association française des presses universitaires Diffusion) et distribuées par Dilisco.
En cohérence avec l’engagement de l’Université de Lorraine en faveur de la science ouverte, l’une des particularités des Édul est la mise à disposition en accès libre sur leur site, ou sur OpenEdition Books, de l’intégralité des ouvrages de recherche sous une forme numérique simultanément à leur sortie en version imprimée.